# Норт, Алекс
Исадор Сойфер (англ. Isadore Soifer, более известный как Алекс Норт англ. Alex North) — американский композитор. Родился в городе Честер (Пенсильвания). Работал во многих жанрах: в симфонической музыке, мюзиклах, театральных и хореографических постановках. Наибольшую известность получил как композитор кино. Среди его самых заметных работ саундтреки к картинам: «Трамвай „Желание“», «Спартак», «Клеопатра».
Выдающийся вклад Алекса Норта в киноискусство отмечен 15 номинациями на премию «Оскар» (является одним из самых безуспешно номинированных композиторов в истории мирового кинематографа наряду с Дайан Уоррен и Томасом Ньюманом) и почётной наградой Академии кинематографических искусств и наук. Он также был награждён премиями «Золотой глобус» («Башмаки рыбака») и «Эмми» («Богач, бедняк»). Одна из самых узнаваемых композиций Алекса Норта песня «Unchained Melody», написанная в 1955 году и получившая вторую молодость благодаря картине «Привидение».

## Биография

### Юность
Алекс Норт родился в городе Честер (Пенсильвания) в еврейской семье выходцев из Украины, Джесси и Байлы Сойфер. Он рано остался без отца, который умер после неудачной операции по удалению аппендицита. Мать много работала, содержала бакалейную лавку, чтобы обеспечить семью из четверых сыновей, и все силы направляла на то, чтобы дать детям музыкальное образование. Первые уроки игры на фортепьяно в 7 лет ему дал старший брат Джозеф.
До 12 лет учился в местной музыкальной школе, затем в Settlement Music School. В 1928—1929 гг. прошёл курс в Curtis Institute в Филадельфии. Большое впечатление на юношу произвело знакомство с джазом и свингом, поездки в Атлантик-Сити и посещение выступлений оркестров Пола Уайтмана и Теда Уимса. Преподаватель Норта Джордж Бойл рекомендовал талантливому юноше продолжить обучение в серьёзном учебном заведении — Джульярдской школе.
В 1929 году Алекс переехал в Нью-Йорк и прошёл прослушивание у Фрэнка Дамроша из ведущей консерватории страны, получив в ней стипендию. Алекс обучался в стенах Джульярда три года и в аттестате заслужил высокие оценки по теории музыки, гармонии и другим предметам. В 1932 году Алекс познакомился с Анной Соколов, танцовщицей из труппы Марты Грэм. Молодые люди имели много общего: русские и еврейские корни, любовь к музыке. Они стали встречаться, поддерживая профессиональные отношения. Алекс помог Анне организовать первую самостоятельную постановку «Антивоенную трилогию», для которой написал музыку, один из его первых опытов в композиции.

### Поездка в СССР
С детства Алекс не гнушался любой работы, помогая матери сводить концы с концами. Был разнорабочим, сотрудником газеты, даже продавал свежевыжатый апельсиновый сок. Переехав в Нью-Йорк Алекс прошёл курсы телеграфистов и устроился на работу в «Western Union». Стипендии не хватало на жизнь в большом городе. Пианист считал, что морзянка на ключе имеет хоть что-то общее с чувством ритма и поможет в его основной профессии. Около трёх лет он днём учился и по ночам работал, что лишало Алекса всех сил.
В конце 1932 года Алекс неожиданно решил отправиться в СССР. Он слышал, что там можно полностью сфокусироваться на учёбе. Кроме того, Норт боготворил Прокофьева. Для того, чтобы попасть в социалистический лагерь, американскому студенту пришлось пойти на небольшую хитрость. Во время индустриализации СССР испытывал недостаток в квалифицированных специалистах и соответствующие биржи для найма рабочей силы были открыты и в США. Норт устроился на работу в качестве телеграфиста с окладом 250—350 руб в месяц.
В начале 1934 года Норт переехал в Москву. Там, однако, быстро выяснилось, что его квалификации недостаточно для работы, на которую его нанимали. Тем не менее Алекс успел завести знакомства. Известный музыковед Григорий Шнеерсон рекомендовал американца для продолжения учёбы в Московской консерватории. В 1934—1935 году Норт учился композиции в классе педагогов Виктора Белого и Александра Веприка. В 1934 году Норт пригласил в Москву Анну Соколов. Норт активно участвовал в творческой жизни столицы, съездил в Ленинград. Он отсылал статьи в американские издания, где высоко отзывался о советском образе жизни и возможностях получать бесплатное образование в Стране Советов. Сочинял некоторые композиции по заказу Союза композиторов СССР и даже стал членом этой организации. Анна пыталась преподавать в Москве хореографию в стиле модерн, но не преуспела. В конце 1935 года Норт стал испытывать тоску по Родине и решил вернуться в США.

### Довоенное творчество
После возвращения Норт окунулся в активную творческую жизнь. Тогда Исадор взял новое имя Алекс Норт вслед за старшим братом. Первым фамилию Норт взял его брат Джозеф, который работал тогда репортёром в небольшой газете «North of New York» («К северу от Нью-Йорка»). Алекс продолжил работать с ведущими труппами исполнителей танца модерн: Мартой Грэм, Агнес де Милль и Ханей Холм. Продолжая творческое сотрудничество с Анной Соколов композитор сочинил для неё хореографическую сюиту «Балладу в популярном стиле», которая, по отзывам критики, стала, своего рода, её визитной карточкой. Одновременно Алекс продолжал обучение у ведущих композиторов Аарона Копленда и Эрнста Тоха. Благодаря совместному творчеству с Коплендом, в произведениях Норта начал появляться его узнаваемый мелодичный и меланхолический стиль. К этому периоду относится создание первых значительных достижений композитора в симфонической музыке: симфоническая сюита Quest (1937), Woodward Trio (1938), струнный квартет (1939).
В 1936 году Алекс Норт начал своё многолетнее сотрудничество с кинематографом, дебютировав в документальном кино. Первой его картиной стал фильм «Китай наносит ответный удар» и, затем, последовала целая серия картин в период с 1936 по 1950 годы. Среди них важным достижением стала работа над фильмом «Люди из Камберленда». Ассистентом режиссёра в картине был будущий лауреат киноакадемии Элиа Казан, с которым впоследствии ему довелось много работать.
В конце 1930-х Норт присоединился к Федеральному театральному проекту (Federal Theatre Project). В 1939 совершил вместе к коллективом Анны Соколов гастрольную поездку в Мексику. В Мехико Алекс познакомился с ведущим композитором страны Сильвестре Ревуэльтасом и они стали близкими друзьями. К несчастью Сильвестре скончался через несколько месяцев после их знакомства и Норт посвятил памяти друга Рапсодию для фортепьяно с оркестром. Мексиканская народная музыка в значительной мере повлияла на творчество композитора. После гастролей дороги Анны и Алекса разошлись. Анна Соколов решила остаться жить в Мексике, а Алекс вернулся в США.
В начале 1940-х Норт продолжил работу в нескольких театральных проектах, начал писать для мюзиклов. Самой заметной работой того периода стал мюзикл «‘Tis of Thee». Он работает пробуя себя в самых разных жанрах: джазе, симфонической музыке, в вокальных композициях, в балете. В 1941 году на постановке мюзикла «‘Tis of Thee» Алекс познакомился с антрепренёром Ширли Харт и в конце года они поженились. Такая спешка была вызвана тем, что Норт хотел получить отсрочку от призыва в армию. Однако в 1942 году он был призван и провёл 4 года в рядах вооружённых сил. На посту руководителя хора 23-й Армии он дослужился от рядового до капитана. Армейский хор привлекался для психологической реабилитации раненных и Норт написал несколько произведений для этой цели. В 1946 году он уволился в запас.

### Кинематограф
Конец 1940-х — период очередного увлечения композитора театром. В 1947 году продюсер Кермит Блумгарден привлёк его для постановки пьесы «Царица Савская», где играла Молли Дэй Тетчер, супруга Элли Казана. Творческие пути режиссёра и композитора снова пересеклись. В 1949 году Казан поставил недавно написанную пьесу Артура Миллера «Смерть коммивояжёра» и привлёк для создания музыки Норта. Премьера спектакля в феврале 1949 года в бродвейском театре Мороско стала событием в театральной жизни Америки XX века. Постановка получила самые высокие отзывы прессы и отдельного признания заслужила музыка Алекса Норта. Следующим успехом композитора стала постановка пьесы по мотивам романа «Поворот винта» в 1950 году.
В 1951 году Элиа Казан предложил Норту написать саундтрек сразу к нескольким своим картинам. Первым в Warner Bros был запущен «Трамвай „Желание“», ставший полнометражным дебютом Алекса Норта. Среди 12 номинаций на «Оскар» одна была за лучшую музыку к фильму. Вслед за этим фильмом последовали «Вива Сапата!» и «Смерть коммивояжёра». В 1950-е годы Норт чрезвычайно востребован и вынужден проводить время в постоянных перелётах между Нью-Йорком и Калифорнией. Он был всецело занят созданием саундтреков и лишь изредка находил время для симфонической музыки.
В 1960-м году Норту поручают создание музыки для одного из самых дорогостоящих на тот момент фильмов «Спартак» Стэнли Кубрика. Если до этого он считался специалистом по драмам, то теперь расширяет жанровое разнообразие. «Спартак» и, затем, «Клеопатра», постановка которых очень затянулась во времени, дала композитору возможность больше изучить материал и создать музыку античного звучания, в духе времени действия картин. Алекс Норт начинал ещё в студийную эпоху Голливуда, но всегда оставался независимым агентом, не подписывая договора с киностудиями. Одной из причин было то, что композитор предпочитал проживать в Нью-Йорке и не связывать себя долгосрочными обязательствами с Голливудом. Тем не менее, он не испытывал проблем с работой и некоторые режиссёры постоянно обращались к нему. Самым успешным было сотрудничество Норта с такими режиссёрами, как Джон Хьюстон и Дэниэл Манн.
Одним из самых сложных моментов в карьере и глубоким разочарованием композитор считал неудачу с картиной «Космическая одиссея 2001 года». В 1967 году композитор написал материал для научно-фантастического фильма Кубрика общей продолжительностью около 2 часов 15 минут. Норт сравнивал усилия по созданию этого саундтрека с написанием двух симфоний. Тем не менее, в последний момент перед выходом в прокат, режиссёр в корне переработал концепцию фильма. Он убрал из него 10-минутный пролог, целую сюжетную линию об инопланетянах, весь закадровый комментарий и всю музыку Норта, заменив её подборкой авангардных произведений XIX и XX века. Композитор узнал об этом только на премьере картины.
Сегодня сложно представить «Космическую одиссею» без музыки Штрауса, но существуют различные мнения. Джерри Голдсмит называл решение Кубрика «идиотским». Голдсмит познакомился с работой Норта и считал, что с ней фильм Кубрика приобрёл бы дополнительное качество. Голдсмит участвовал в посмертном издании саундтрека Алекса Норта к «Космической одиссее 2001 года» в 1993 году и дирижировал оркестром во время его исполнения. Другим разочарованием Норта стала работа над картиной «Победитель дракона». Режиссёр Мэттью Роббинс очень вольно отнёсся к материалу подготовленному Нортом. Он переиначил его, изменил темы героев картины, полностью нарушив замысел композитора.

### Завершение карьеры
Композитор долгие годы предпочитал летать в Лос-Анджелес из Нью-Йорка, признаваясь в том, что на атлантическом побережье ему легче и спокойнее работается, а возможность сходить на Бродвей всегда вдохновляет. Норт сторонился вечеринок и банкетов, оставаясь вне условной «голливудской семьи». В 1967 году Норт во время работы над документальным фильмом Africa, снимавшегося компанией ABC, выехал в Европу. В Мюнхене он познакомился с Аннемари Хелгер, концертмейстером местного симфонического оркестра, и у них начался роман. В 1970 году Норт развёлся с Ширли. Алекс и Аннемари переехали в новый дом в Пасифик Палисейдс (пригород Лос-Анджелеса). В 1972 году они поженились. В двух браках в его семье родилось два сына и дочь. Алекс Норт скончался 8 сентября 1991 года в своём доме в пригороде Лос-Анджелеса от рака.
В середине 1980-х композитор работал не столь активно. Композитор творил в самых разных жанрах от комедии до фильмов ужасов. Норт предпочитал отказываться от проектов с чрезмерным изображением насилия и секса на экране, из-за чего под конец его карьеры к его услугам обращались значительно реже. На счёту Норта музыка примерно к 80 игровым и документальным фильмам, телевизионным сериалам. Итогом плодотворной карьеры стали 14 номинаций на Оскар и одна номинация за лучшую песню в период с 1952 по 1985 годы. Алекс Норт удерживает антирекорд в этой области среди создателей музыки к кинофильмам. В 1986 году композитор получил почётную статуэтку за вклад в киноискусство с формулировкой: «В знак признания блистательного мастерства в создании запоминающейся музыки в ряде замечательных картин» (In recognition of his brilliant artistry in the creation of memorable music for a host of distinguished motion pictures). Почётного «Оскара» среди композиторов наряду с ним был удостоен только Эннио Морриконе.

## Значение
Норт всегда считался носителем левых взглядов в Голливуде, хотя сторонился политики. Его окружение всегда было близко к коммунистическим идеям. Старший брат Джозеф Норт сотрудничал с левыми изданиями в частности «Daily Worker» и «The New Masses». Учитель Норта Аарон Копленд придерживался коммунистических взглядов. Норт сочувственно относился к деятельности «клуба Дегейтера» — музыкального отделения коммунистической партии США. Вызывали на заседания HUAC и его протеже Элиа Казана. Норт хотя и не попал в фокус внимания комиссии, но, как считается, был в опасной близости от этого.
Наряду с Леонардом Розенманом, Бернард Херрманом, Джерри Голдсмитом, Алекс Норт в послевоенные годы принёс идеи модернизма в киномузыку. Такие его саундтреки как «Трамвай „Желание“», «Кто боится Вирджинии Вулф?», «Дурная кровь» прозвучали как новое слово и задали тон музыке в кинематографе во второй половине XX века. Норт признавал большое влияние, которое оказали на него европейские и русские композиторы авангардисты Равель, Дебюсси, Прокофьев. Другим его кумиром был классик джаза Дюк Эллингтон. В саундтреке «Трамвая „Желание“» впервые отчётливо прозвучали джазовые мотивы, характерный несколько меланхолический авторский стиль. Модерн и авангард, необычные сочетания инструментов, элементы джаза и атональной музыки, в трактовке Норта, были необычными для киномузыки того времени. Одним из первых он стал предлагать продюсерам и режиссёрам отказываться от привычки приглашать на озвучивание полный симфонический оркестр, отдавая предпочтение звучанию отдельных инструментов. Норту особенно удавалось связать музыку и персонажей картины в единое целое, создавая определённую тему и подбор инструментов, выпукло преподносящую героя. Он писал не музыку к картине а музыку к героям. Яркими примерами таких работ являлись «Спартак» и «Смерть коммивояжёра».

## Избранная фильмография
- Доброе утро, Вьетнам (1987)
- Мёртвые (1987) / The Dead
- Смерть коммивояжёра (1985) / Death of a Salesman
- Честь семьи Прицци (1985) / Prizzi’s Honor
- У подножия вулкана (1984) / Under the Volcano
- Убийца дракона (1981) / Dragonslayer
- Кэрни (1980) / Carny
- Мудрая кровь (1979) / Wise Blood
- Кто-то убил её мужа (1978) / Somebody Killed Her Husband
- Богач, бедняк (1976) / Rich Man, Poor Man
- Путешествие в страх (1975) / Journey Into Fear
- Вкуси пулю (1975) / Bite the Bullet
- Шэнкс (1974) / Shanks
- Карманные деньги (1972) / Pocket Money
- Уиллард (1971) / Willard
- Мечта королей (1969) / A Dream of Kings
- Трудный контракт (1969) / Hard Contract
- Башмаки рыбака (1968) / The Shoes of the Fisherman
- Бригада дьявола (1968) / The Devil’s Brigade
- Кто боится Вирджинии Вулф? (1966) / Who’s Afraid of Virginia Woolf?
- Муки и радости (1965) / The Agony and the Ecstasy
- Гнев (1964) / The Outrage
- Осень шайеннов (1964) / Cheyenne Autumn
- Клеопатра (1963) / Cleopatra
- Всё рушится (1962) / All Fall Down
- Детский час (1961) / The Children’s Hour
- Убежище (1961) / Sanctuary
- Неприкаянные (1961) / The Misfits
- Спартак (1960) / Spartacus
- Чудесная страна (1959) The Wonderful Country
- Шум и ярость (1959) / The Sound and the Fury
- Жаркий сезон (1958) / Hot Spell
- Увлеченная сценой (1958) / Stage Struck
- Долгое жаркое лето (1958) / The Long, Hot Summer
- Мальчишник (1957) / The Bachelor Party
- Король и четыре королевы (1956) / The King and Four Queens
- Продавец дождя (1956) / The Rainmaker
- Дурная кровь (1956) / The Bad Seed
- Я буду плакать завтра (1955) / I’ll Cry Tomorrow
- Татуированная роза (1955) / The Rose Tattoo
- Гонщики (1955) / The Racers
- Без оков (1955) / Unchained
- Любовь императора Франции (1954) / Désirée
- Отверженные (1952) / Les Miserables
- Вива, Сапата! (1952) / Viva Zapata!
- Смерть коммивояжёра (1951) / Death of a Salesman
- Тринадцатое письмо (1951) / The 13th Letter
- Трамвай «Желание» (1951) / A Streetcar Named Desire